# Marie-Claire Alain
Marie-Claire Alain /maˈʁi klɛʁ aˈlɛ̃/ (Saint-Germain-en-Laye, 10 agosto 1926 – Le Pecq, 26 febbraio 2013) è stata un'organista, clavicembalista e compositrice francese conosciuta soprattutto per la sua prolifica produzione discografica di alto livello.

## Biografia
Nasce in un'importante famiglia di musicisti: il padre Albert è compositore, organista ed organaro; il fratello Jehan è uno dei più importanti compositori della sua generazione, nonché celebrato organista; la sorella Marie-Odile è anch'ella organista, mentre  Olivier è pianista, organista, compositore e musicologo.
Da bambina, non ama particolarmente l'organo, anche se sotto la guida del fratello Jehan mostrerà un talento precoce che la porterà a sostituire il padre all'organo di Saint-Germain-en-Laye già da quando ha 12 anni. In circostanze tragiche, perde nel 1937 la sorella, e nel 1940 il fratello Jehan. Nel 1950 si sposa con Jacques Gommier. Insieme avranno due figli, Aurélie e Benoît (morto nel 2010). Rimane vedova nel 1992.
Nel 1944 entra al Conservatorio di Parigi seguendo dapprima i corsi di Maurice Duruflé; successivamente, studierà nella prestigiosa classe di Marcel Dupré, dove avrà come compagni di corso alcuni dei più importanti organisti della scuola francese del Novecento, come Pierre Cochereau. Durante gli studi, ottiene quattro Premiers prix (organo, improvvisazione, armonia, fuga).
Nel 1950 debutta a Parigi e, dopo i primi concerti, riceve vari riconoscimenti internazionali,  come il Premio Bach nel 1951. Nel frattempo prosegue il perfezionamento, studiando con Gaston Litaize e André Marchal. È del 1954 il suo primo disco con opere inedite di Johann Sebastian Bach.
L'attività concertistica l'ha portata a tenere circa tremila concerti in tutti i continenti; inoltre ha inciso oltre duecento vinili e una sessantina di CD. Il suo repertorio spazia dal Cinquecento fino al primo '900 e annovera le integrali, tra gli altri, di J. S. Bach (3), Buxtehude, Bruhns, F. Couperin (3), Grigny (3), Pachelbel, Mendelssohn, Franck (2) e Jehan Alain (3), nonché altre incisioni di opere di Liszt, Duruflé e Messiaen, eccetera.
Continuatrice, nell'insegnamento, della grande scuola d'organo francese del '900, ha tenuto corsi in conservatori francesi e di altri paesi del mondo. All'Accademia di Haarlem dal 1956 al 1970, assieme a Luigi Ferdinando Tagliavini, Anton Heiller e Gustav Leonhardt, ha fortemente contribuito alla riscoperta e all'affermazione della prassi esecutiva organistica barocca. Ha fondato l'accademia Johann Sebastian Bach a Saint-Donat e ha tenuto corsi a Romainmôtier sull'organo costruito dal padre. Ha collaborato a lungo al St. Albans International Organ Festival. Tra i suoi più importanti allievi, spiccano importanti organisti come Guy Bovet, Daniel Roth, Wolfgang Rübsam, Marina Tchebourkina, Olivier Vernet, ecc.
Tenne il suo ultimo concerto in Italia all'organo romantico francese di Salgareda, in provincia di Treviso il 18 settembre del 2008. In precedenza, sul medesimo strumento opera dell'organaro Andrea Zeni di Tesero [TN], tenne un concerto anche nel 2005.
Dal 2010 ha interrotto l'attività concertistica, colpita dalla malattia di Alzheimer. È scomparsa nella notte del 26 febbraio 2013 all'età di 86 anni, in una casa di riposo di Le Pecq, vicino a Parigi.

## Lauree honoris causa
- Colorado State University, Fort Collins (1971)
- Southern Methodist University of Dallas (1976)
- Accademia Sibelius, Helsinki (1998)
- Boston Conservatory (1999)
- McGill University, Montréal (2001)
- Johns Hopkins University, Baltimore (maggio 2006).

## Discografia
- 1963 - Wolfgang Amadeus Mozart, 17 Sonates d'église (Erato)
- 1983 - Johann Sebastian Bach, Toccata & Fugue - Passacaglia, Marie-Claire Alain aux grandes orgues Schwenkedel de la Collegiale de Saint-Donat (Erato)
- 1996 - Dietrich Buxtehude, Organ Works (Erato)
- 1998 - Georg Friedrich Händel, Concerti pour orgue et orchestre op.4 n° 1, 2, 4; op.7 n° 1, 4, Orchestra da camera dir. Jean-François Paillard (Erato)
- 1999 - Maurice Duruflé, Requiem et Messe cum jubilo (EMI Classics)
- 2000 - Hector Berlioz, Te Deum (EMI Classics)
- 2002 - Camille Saint-Saëns, Symphony N° 3 Organ - Francis Poulenc, Organ Concerto, ORTF National Orchestra, dir. Jean Martinon (Erato)
- 2002 - Les orgues De Paris (Erato)
- 2002 - Grandes Toccatas (Erato)
- 2005 - César Franck, Fantaisie en la mineur - Jehan Alain, Prélude et Fugue, Deux Danses à Agni Yavishta, ecc. (Disque Intrada)
- 2006 - Johann Sebastian Bach, Organ Masterpieces Vol. 1 (Warner Classics "Elatus")
- 2006 - Johann Sebastian Bach, Organ Masterpieces Vol. 2 (Warner Classics "Elatus")
- 2007 - Jehan Alain Works for Organ (Erato)
- 2007 - Charles-Marie Widor, Organ Symphonies 3 4 & 9 (Warner Classics "Elatus")
- 2008 - Camille Saint-Saëns, Symphony Nos. 2 & 3, Wiener Symphoniker, dir. Georges Prêtre (Erato)
- 2009 - Johann Sebastian Bach, Organ Masterpieces (Erato)

## Video
- 1990 - Organs, Toccatas & Fantasias, film di Bruno Monsaingeon (DVD) (Kultur White Star)

## Principali allievi
- Yves Devernay
- Guy Bovet
- Daniel Roth
- Gillian Weir
- Marie-Louise Jaquet Langlais
- Wolfgang Rübsam
- Edgar Krapp
- Jacques van Oortmerssen
- Thomas Trotter
- Ludger Lohmann
- Olivier Vernet
- Helga Schauerte
- Marina Tchebourkina
- Philippe Delacour
- Pascal Marsault
- Vincent Warnier
- Bruno Morin
- Françoise Dornier
- Jean-Baptiste Robin
- Domenico Morgante

## Onorificenze

### Onorificenze straniere
- Membro della Reale Accademia di Musica di Svezia
- Membro onorario della Reale Accademia di Musica di Londra
- Premio musicale Léonie Sonning, Danimarca (1980)